# Maddalena Campiglia
Maddalena Campiglia (Vicenza, 13 de abril de 1553 - Vicenza, 28 de enero de 1595) fue una poetisa italiana. Se la recuerda por haber sido elogiada por Torquato Tasso por la composición de la fábula pastoral Flori, inspirada en Aminta.

## Trayectoria
Campiglia nació en Vicenza el 13 de abril de 1553, hija ilegítima de Polissena Verlato y Carlo Campiglia, ambos nobles y viudos, padres de dos hijos mayores que Maddalena, que no regularizaron su unión hasta 1565.
Durante sus estudios, mostró especial interés por la literatura, la filosofía y la música. También fue importante para su desarrollo intelectual la asistencia a la sociedad cultural del siglo XVI que se reunía en la provincia de Vicenza en la villa propiedad de su prima Elena, casada con el marqués Guido Sforza Gonzaga. Allí conoció a Curzio Gonzaga, marqués de Palazzolo, poeta y diplomático, amigo de escritores y artistas, que se ganó la confianza de Campiglia hasta el punto de ser designado por ella en el testamento como conservador de sus escritos; Bernardino Baldi y Torquato Tasso.
Presumiblemente en la villa Gonzaga conoció a Dionisio da Colzè (o Calzé) con quien se casó en 1576. El matrimonio duró hasta 1580, año en el que se separó y comenzó a vivir sola. Hubo, por imposición de Campiglia, un matrimonio de conveniencia, como se deduce de la separación.
En 1580, comenzó también su producción literaria, con escritos de carácter religioso en los que, sin embargo, ya era visible su espíritu inconformista. Según Campiglia, la virginidad debía ser vivida no como una coacción, sino como un medio eficaz para lograr la independencia femenina del género masculino. Como encarnación por excelencia de este principio, señalaba a la Virgen María que, según ella, había votado espontáneamente por la castidad y por la grandeza de esta elección había sido elegida por Dios. Expresó este concepto en "Discorso intorno all'Annunciazione della Vergine", impreso en Vicenza en 1585.
La obra más reconocida de Campiglia fue Flori, una fábula "boscareccia" inspirada en la Aminta de Torquato Tasso que le valió los halagos del propio poeta. Se imprimió en Vicenza en 1588 y se dedicó a Curzio Gonzaga. Flori es una ninfa virgen devota del culto a Diana que, golpeada por la muerte de su querida amiga Amaranta, a pesar del amor de su novia Licori, está destinada a enamorarse del primer hombre que conozca. Aunque está enamorada del pastor que conoce a la ninfa, ésta sólo acepta un matrimonio casto.
Además del tema de la virginidad, en esta obra se introduce otro tema delicado, el amor entre mujeres. Este tema encuentra su máxima expresión en el significado de la frase "Donna amando pur Donna essendo" (amar a una mujer a pesar de ser una mujer).
En 1589, publicó Calisa. Dos pastores, Edreo y Clori, celebran el matrimonio de Lico, hijo de Calisa, con Bice. En la vida real, Calisa es Isabella Pallavicini Lupi, marquesa de Soragna, protectora de Campiglia, a quien están dedicados Calisa y otros numerosos sonetos.
Después de 1589, Campiglia, ya afectada por la enfermedad que terminaría con su vida, no publicó obras independientes. Algunos de sus sonetos aparecieron en otras colecciones (Rime de A. Grillo (1589) y Rime de O. Zambrini (1594)).
Campiglia murió en Vicenza el 28 de enero de 1595, tras una larga enfermedad que la privó de la vista. En sus últimos años, se acercó a los ambientes monásticos y se convirtió en terciaria de San Domenico y en su testamento solicitó ser enterrada en el mismo sepulcro de las abadesas Giulia Cisotta, cerca de la iglesia de Santa María de Araceli en Vicenza.